# USS Snowden (DE-246)
USS Snowden (DE-246) là một tàu hộ tống khu trục lớp Edsall từng phục vụ cùng Hải quân Hoa Kỳ trong Chiến tranh Thế giới thứ hai. Nó là chiếc tàu chiến duy nhất của Hải quân Hoa Kỳ được đặt cái tên này, theo tên Chuẩn đô đốc Thomas Snowden (1857-1930), người từng tham gia cuộc Chiến tranh Thế giới thứ nhất và được tặng thưởng Huân chương Chữ thập Hải quân. Nó đã phục vụ cho đến khi chiến tranh kết thúc, xuất biên chế năm 1946, nhưng được huy động trở lại để phục vụ trong hai giai đoạn từ năm 1951 đến năm 1962. Con tàu cuối cùng bị đánh chìm như mục tiêu ngoài khơi Newport, Rhode Island vào năm 1969. Snowden được tặng thưởng ba Ngôi sao Chiến trận do thành tích phục vụ trong Thế Chiến II.

## Thiết kế và chế tạo
Lớp Edsall có thiết kế hầu như tương tự với lớp Cannon dẫn trước; khác biệt chủ yếu là ở hệ thống động lực Kiểu FMR do được trang bị động cơ diesel Fairbanks-Morse dẫn động qua hộp số giảm tốc đến trục chân vịt. Đây là cấu hình động cơ được áp dụng rộng rãi trên tàu ngầm, được chứng tỏ là có độ tin cậy cao hơn so với lớp Cannon.
Vũ khí trang bị bao gồm ba pháo 3 in (76 mm)/50 cal trên tháp pháo nòng đơn có thể đối hạm hoặc phòng không, một khẩu đội pháo phòng không Bofors 40 mm nòng đôi và tám pháo phòng không Oerlikon 20 mm. Vũ khí chống ngầm bao gồm một dàn súng cối chống tàu ngầm Hedgehog Mk. 10 (có 24 nòng và mang theo 144 quả đạn); hai đường ray Mk. 9 và tám máy phóng K3 Mk. 6 để thả mìn sâu. Con tàu vẫn giữ lại ba ống phóng ngư lôi Mark 15 21 inch (533 mm), và được trang bị radar SC dò tìm không trung và mặt biển. Thủy thủ đoàn đầy đủ bao gồm 186 sĩ quan và thủy thủ.
Snowden được đặt lườn tại xưởng tàu của hãng Brown Shipbuilding, ở Houston, Texas vào ngày 7 tháng 12, 1942. Nó được hạ thủy vào ngày 19 tháng 2, 1943, được đỡ đầu bởi bà Edith M. Greenlee, và nhập biên chế cùng Hải quân Hoa Kỳ vào ngày 23 tháng 8, 1943 dưới quyền chỉ huy của Hạm trưởng, Thiếu tá Hải quân Alexander Jackson, Jr.

## Lịch sử hoạt động

### Mặt trận Đại Tây Dương
Snowden khởi hành đi New Orleans, Louisiana vào ngày 3 tháng 9, 1945, và tiếp tục đi đến Bermuda để hoạt động chạy thử máy huấn luyện cho đến ngày 14 tháng 10, rồi quay trở về Charleston, South Carolina. Vào cuối tháng 9, nó hộ tống cho chiếc tàu chở hàng tấn công Almaack (AK-27) đi Panama, rồi sang tháng 11 đã cùng tàu chị em Sloat (DE-245) đi đến New York. Họ được huy động vào thành phần hộ tống cho Đoàn tàu UGS-24, khởi hành từ Norfolk, Virginia vào ngày 11 tháng 11, vượt Đại Tây Dương để đi sang Casablanca, Maroc thuộc Pháp, đến nơi vào ngày 1 tháng 12. Từ đây nó gia nhập một đoàn tàu khác cho chặng quay trở về, về đến New York vào ngày 24 tháng 12.
Sau khi đi đến Norfolk vào ngày 5 tháng 1, 1944 cho một lượt huấn luyện ngắn, Snowden đã hộ tống cho thiết giáp hạm Arkansas (BB-33) đi New York. Trong tháng 1, nó hộ tống cho Đoàn tàu UGS-31 đi từ Norfolk sang Gibraltar, và sang tháng 2 đã quay trở về New York cùng Đoàn tàu GUS-30, đến nơi vào ngày 8 tháng 3. Sau đó nó đi đến Norfolk để gia nhập Đội đặc nhiệm 21.15, một đội tìm-diệt tàu ngầm, và khởi hành vào ngày 24 tháng 3. Ngay chiều tối hôm đó, Snowden dò được tín hiệu sonar của một tàu ngầm đối phương, nhưng nó được chỉ thị tránh xa khu vực để máy bay xuất phát từ tàu sân bay hộ tống Croatan (CVE-25) thả phao dò sonar, nhưng không đem lại kết quả.
Vào ngày 28 tháng 4, Snowden, USS Frost (DE-144) và USS Barber (DE-161) tách khỏi đội hình hộ tống để xác minh một vệt dầu loang trên mặt biển, nghi ngờ là tàu ngầm đối phương. Snowden dò được tín hiệu sonar mục tiêu ở độ sâu 560 ft (170 m), và cả ba chiếc tàu hộ tống khu trục tấn công với hai lượt mìn sâu, mỗi lượt 39 quả. Hai vụ nổ ngầm dưới nước xác nhận tàu ngầm U-boat Đức U-488 đã bị đánh chìm tại vị trí về phía Tây quần đảo Cape Verde, ở tọa độ 17°54′B 38°05′T / 17,9°B 38,083°T; toàn bộ 64 thành viên thủy thủ đoàn chiếc U-boat đều tử trận.
Đội đặc nhiệm buộc phải quay trở về cảng để bổ sung mìn sâu vào ngày 5 tháng 5, rồi tiếp tục tuần tra tìm-diệt tàu ngầm vào tháng 6 và tháng 7. Vào ngày 12 tháng 6, Snowden, Frost và Inch (DE-146) phát hiện một mục tiêu qua radar; Inch chiếu sáng mục tiêu bằng đạn pháo sáng và xác định chiếc tàu ngầm đang nổi trên mặt nước. Frost nổ súng trong khi Snowden còn ở bên ngoài tầm bắn, và sau đó ghi nhận một vụ nổ lớn trên chiếc tàu ngầm. U-490 đã bị đánh chìm tại vị trí về phía Tây Bắc quần đảo Azores, ở tọa độ 42°47′B 40°08′T / 42,783°B 40,133°T; toàn bộ 60 thành viên thủy thủ đoàn chiếc U-boat đều tử trận. Đến ngày 3 tháng 7, Frost và Inch lại tiêu diệt được chiếc U-154 tại vị trí về phía Tây Bắc quần đảo Madeira, Bồ Đào Nha, ở tọa độ 34°00′B 19°30′T / 34°B 19,5°T; toàn bộ 54 thành viên thủy thủ đoàn chiếc U-boat đều tử trận. Snowden đã thả xuồng xuống biển để thu thập những mảnh vỡ, tài liệu của U-154 phục vụ cho nhu cầu tình báo.
Vào ngày 22 tháng 8, Snowden gia nhập Đội đặc nhiệm 22.5 để hoạt động tại vùng biển Caribe cho đến ngày 30 tháng 12, khi nó quay trở về Norfolk. Đến ngày 25 tháng 3, 1945, đội đặc nhiệm lên đường hướng đến vùng biển bắc Đại Tây Dương để tuần tra truy tìm tàu ngầm đối phương. Họ không tìm thấy mục tiêu mãi cho đến ngày 15 tháng 4; khi Snowden rút lui khỏi hàng trào tuần tra để bảo vệ cho tàu sân bay hộ tống Croatan, trong khi Stanton (DE-247) và Frost tấn công mục tiêu. Sáu phút sau khi tung ra lượt tấn công, một vụ nổ ngầm lớn dưới nước làm rung chuyển cả hai chiếc tàu hộ tống khu trục, rồi sang 01 giờ 14 phút sáng hôm sau lại có thêm một vụ nổ khác mạnh hơn ở cách các con tàu 12 nmi (22 km). Tàu ngầm U-1235 đã bị đánh chìm tại tọa độ 42°54′B 30°25′T / 42,9°B 30,417°T; toàn bộ 57 thành viên thủy thủ đoàn chiếc U-boat đều tử trận.
Đội đặc nhiệm đi đến Argentia, Newfoundland vào ngày 25 tháng 4 để nghỉ ngơi trong ba ngày, rồi tiếp tục hoạt động tuần tra trong hai tuần tiếp theo, cho đến khi chiến tranh kết thúc tại Châu Âu. Snowden đi đến Xưởng hải quân Brooklyn vào ngày 14 tháng 5 để được bảo trì trong hai tuần trước khi chuyển đến Norfolk.

### Mặt trận Thái Bình Dương
Snowden ở lại Norfolk cho đến ngày 4 tháng 7, khi nó được điều sang Mặt trận Thái Bình Dương, nó lên đường đi ngang qua vịnh Guantánamo, Cuba, kênh đào Panama và San Diego, California để đến Trân Châu Cảng. Tuy nhiên do Nhật Bản đã chấp nhận đầu hàng vào ngày 15 tháng 8, giúp chấm dứt vĩnh viễn cuộc xung đột, con tàu ở lại Trân Châu Cảng cho đến ngày 11 tháng 9, khi nó quay trở lại vùng bờ Đông, đi đến Norfolk vào ngày 28 tháng 9, nơi nó được chuẩn bị để ngừng hoạt động. Nó chuyển đến Green Cove Springs, Florida, rồi được cho xuất biên chế tại đây vào tháng 3, 1946 và được đưa về Hạm đội Dự bị Đại Tây Dương.

### 1951 - 1968
Sau khi Chiến tranh Triều Tiên bùng nổ vào tháng 6, 1950, Snowden được cho tái biên chế trở lại vào ngày 6 tháng 6, 1951. Nó tiến hành huấn luyện ôn tập tại khu vực vịnh Guantánamo, Cuba trong tháng 7 và tháng 8, rồi thực hành tập trận ngoài khơi Newport, Rhode Island từ tháng 9, 1951 đến tháng 3, 1952. Sau khi tiếp tục huấn luyện ôn tập tại khu vực vịnh Guantánamo, Cuba trong tháng 6 và tháng 7, con tàu lên đường đi sang vùng biển Bắc Đại Tây Dương để tham gia một cuộc tập trận trong khuôn khổ Khối NATO. Nó cũng viếng thăm Na Uy và Scotland trước khi quay trở lại vùng biển Caribe.
Trong giai đoạn từ năm 1953 đến năm 1957, Snowden hoạt động cùng Hạm đội Đại Tây Dương dọc theo vùng bờ Đông, trải dài từ Labrador cho đến vùng biển Caribe. Nó tham gia cuộc tập trận thứ hai trong khuôn khổ Khối NATO từ ngày 3 tháng 9 đến ngày 21 tháng 10, 1957, và ghé thăm các cảng Pháp. Con tàu tiếp tục các hoạt động dọc theo vùng bờ Đông cho đến tháng 2, 1960, khi nó được điều sang vai trò một tàu huấn luyện dự bị, rồi được cho xuất biên chế vào tháng 8, 1960 và neo đậu tại Philadelphia, Pennsylvania.
Khi tình hình quốc tế căng thẳng do vụ Khủng hoảng Berlin, Snowden lại được cho tái biên chế một lần nữa vào ngày 2 tháng 10, 1961 và được phái đến Key West, Florida. Nó hoạt động tại đây cho đến tháng 4, 1962, khi được lệnh quay trở lại Philadelphia và được cho xuất biên chế lần sau cùng vào ngày 1 tháng 8. Trong thành phần dự bị, nó tiếp tục phục vụ như một tàu huấn luyện cho nhân sự thuộc Hải quân Dự bị Hoa Kỳ cho đến khi ngừng hoạt động vào ngày 20 tháng 8, 1968. Tên nó được cho rút khỏi danh sách Đăng bạ Hải quân vào ngày 23 tháng 9, 1968, và con tàu bị đánh chìm như một mục tiêu ngoài khơi Newport, Rhode Island vào ngày 27 tháng 6, 1969.

## Phần thưởng
Snowden được tặng thưởng ba Ngôi sao Chiến trận do thành tích phục vụ trong Thế Chiến II.
|                           |  | Bronze star |
| Bronze star · Bronze star |  |             |

| Dãi băng Hoạt động Tác chiến                                                 | Huân chương Viễn chinh Hải quân      | Huân chương Chiến dịch Hoa Kỳ với 1 Ngôi sao Chiến trận |
| Huân chương Chiến dịch Châu Âu-Châu Phi-Trung Đông với 2 Ngôi sao Chiến trận | Huân chương Chiến thắng Thế Chiến II | Huân chương Phục vụ Phòng vệ Quốc gia                   |